# Кобцов Даніл Романович
Даніл Романович Кобцов (нар. 1 березня 2004, Суми, Україна) — український футболіст, правий вінґер «Ниви» (Вінниця).

## Життєпис
Народився 1 березня 2004 року в Сумах. Вихованець ФЦ «Барса», перший тренер — Сергій Миколайович Найденко. З 2016 року виступає за ФЦ «Барса» в ДЮФЛУ. Дорослу футбольну кар'єру розпочав виступами на аматорському рівні, з 2020 по 2021 рік виступав в чемпіонаті Сумської області.
Восени 2021 року приєднався до «Альянсу». У футболці долинського клубу дебютував 29 листопада 2021 року в програному (0:2) домашньому поєдинку 20-го туру Першої ліги України проти «Краматорська». Даніл вийшов на поле на 90-ій хвилині, замінивши Сергія Загинайлова.